# Кливленд Гардианс
Кливленд Гардианс (англ. Cleveland Guardians) — американская профессиональная бейсбольная команда, базирующаяся в Кливленде. «Гардианс» соревнуются в Главной лиге бейсбола (MLB) в качестве члена клуба Центрального дивизиона Американской лиги (АЛ). С 1994 года выступает на «Прогрессив-филде». Весенние тренировки проводит на «Гудиер Боллпарке» в Гудиере, штат Аризона. С момента своего начала участие в MLB в 1901 году, команда выиграла 10 титулов Центрального дивизиона, шесть вымпелов Американской лиги и две Мировые серии (в 1920 и 1948 годах). Безвыигрышная серия в Мировой серии с 1948 года является самой продолжительной среди всех 30 нынешних команд Главной лиги.
Название Indians возникло из-за просьбы владельца клуба Чарльза Сомерса к бейсбольным писателям выбрать новое имя, чтобы заменить Cleveland Naps после ухода Нэпа Лежуэя после сезона 1914 года. Это было возрождением прозвища, которое фанаты дали «Кливленд Спайдерс», когда за команду играл коренной американец Льюис Сокалексис. Прозвища клуба — Племя (англ. Tribe) и Ваху (англ. Wahoos), последнее отсылает к их бывшему логотипу «Вождю Ваху». Талисмана команды зовут «Слайдер» (англ. Slider).
Франшиза возникла в 1894 году как «Гранд Рапидс Растлерс», команда Западной лиги. Команда переехала в Кливленд в 1900 году и была переименована в «Кливленд Лейк Шорс». Сама Западная лига была переименована в Американскую лигу. В 1901 году Кливленд вошел в ряд 8 франшиз той лиги, которая провозгласила себя Главной лигой. 
Изначально команда играла в Парке Лиги, пока не переехала на Муниципальный стадион Кливленда в 1946 году. С 24 августа по 14 сентября 2017 года «Индианс» выиграл 22 игры подряд - это самая длинная победная серия в истории Американской лиги.
По состоянию на конец сезона 2021 общий результат «Гардианс» составляет 9592–9144 (0,512).

## Названия
- Cleveland Guardians (2021—н. в.)
- Cleveland Indians (1915—2021)
- Cleveland Naps (1905—1914)
- Cleveland Bronchos (1902—1904)
- Cleveland Blues (1901)
- Cleveland Bluebirds (1894)

## Выведенные из обращения номера

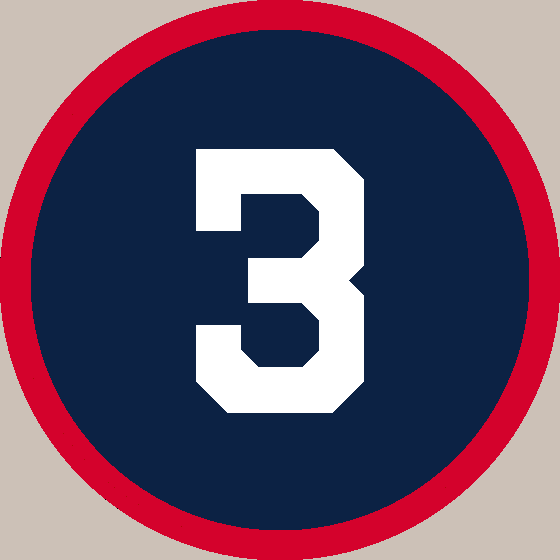
Эрл Аверилл CF 8 июня 1975
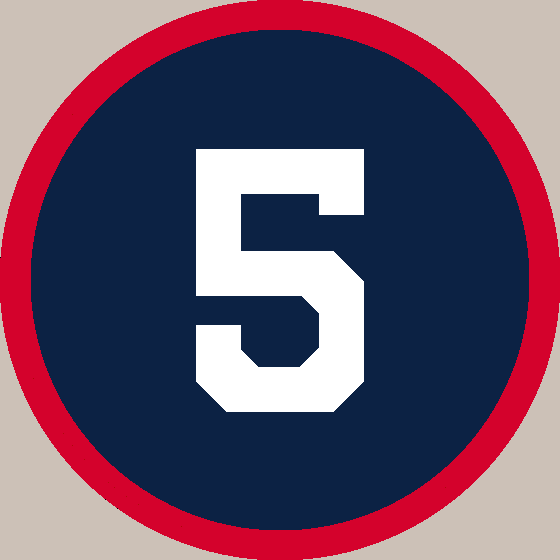
Лу Будро SS, менеджер 9 июля 1970
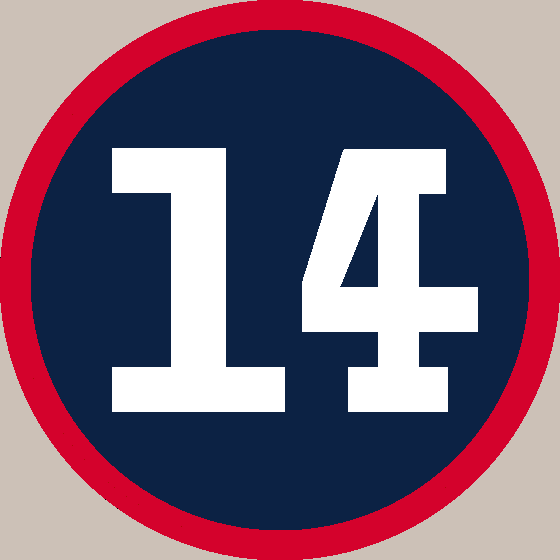
Ларри Доби CF, тренер 3 июля 1994
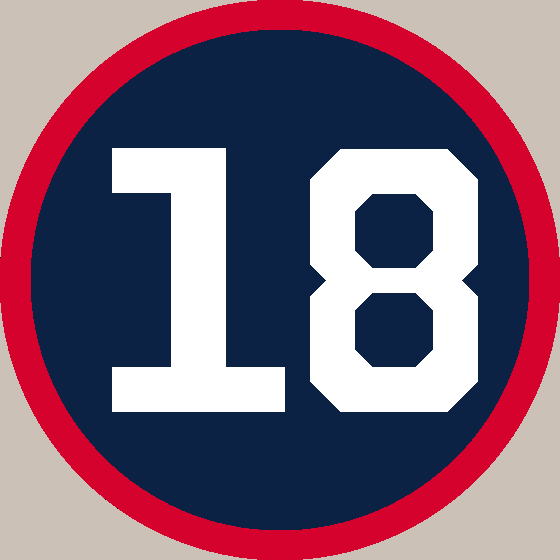
Мел Хардер SP, тренер 28 июля 1990
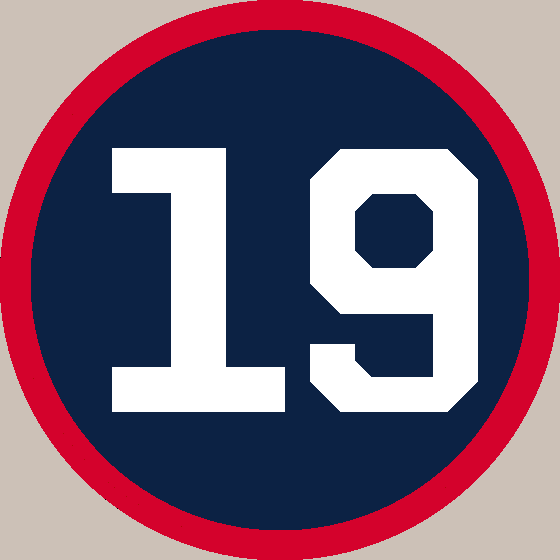
Боб Феллер SP, тренер 27 декабря 1956
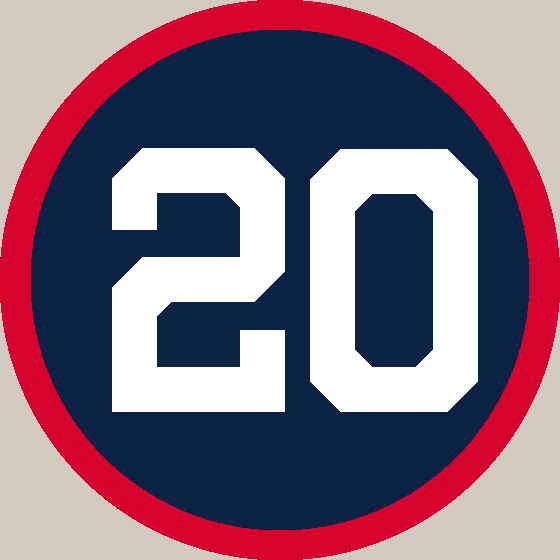
Фрэнк Робинсон OF, менеджер 28 мая 2017
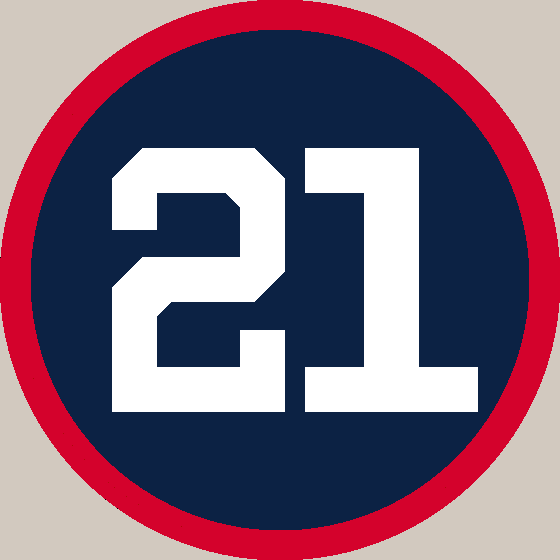
Боб Лемон P, тренер 20 июня 1998
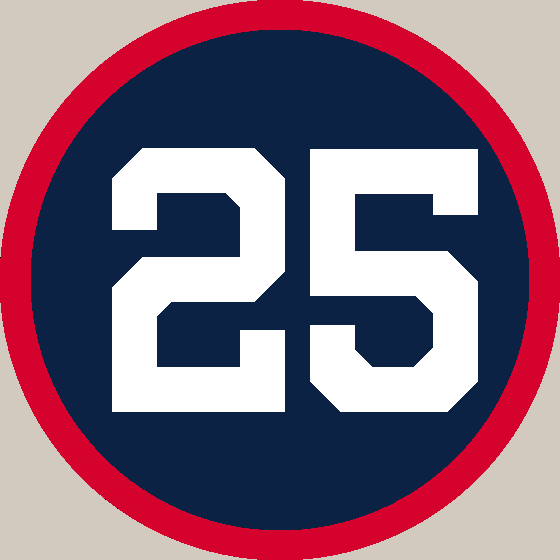
Джим Том 1B, DH, 3B 18 августа 2018
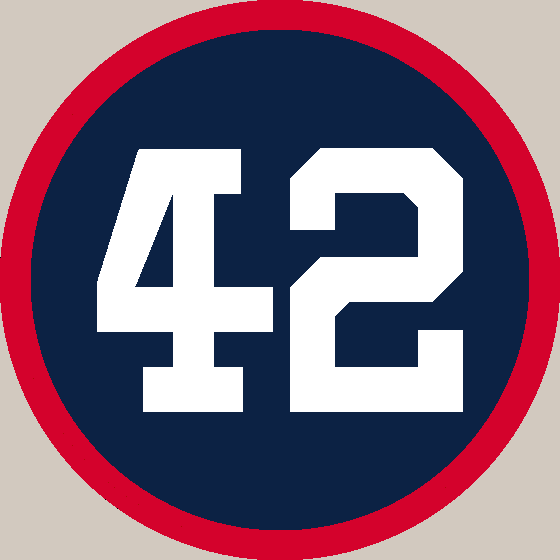
Джеки Робинсон выведен из обращения в МЛБ 15 апреля 1997
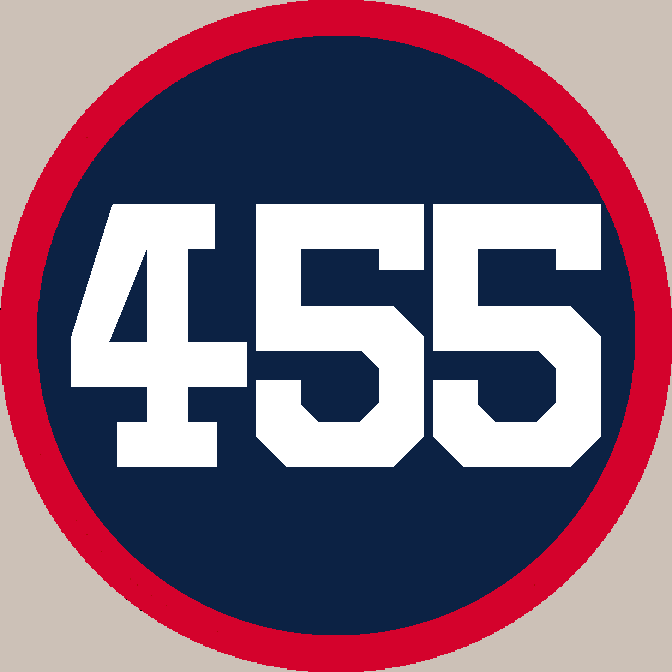
Фанаты 29 мая 2001

## Рекорды клуба

### Сезонные рекорды
- Наивысший процент отбивания: 40.8 %, Джо Джексон (1911)
- Наибольшее количество сыгранных матчей: 163, Леон Вагнер (1964)
- Наибольшее количество ранов: 140, Эрл Аверилл (1930)
- Наибольшее количество даблов: 64, Джордж Бернс (1926)
- Наибольшее количество триплов: 26, Джо Джексон (1912)
- Наибольшее количество хоум-ранов: 52, Джим Том (2002)
- Наибольшее количество Ранс бэттед ин (RBI): 165, Мэнни Рамирес (1999)
- Наибольшее количество украденных баз: 75, Кенни Лофтон (1996)
- Наибольшее количество побед: 31, Джим Бэгби (1920)
- Наименьший показатель ERA: 1.16, Эдди Джосс (1908)

## В культуре
За прошедшие годы «Гардианс» были упомянуты в нескольких фильмах и телешоу, в том числе:
- «Парень из Кливленда» - фильм 1949 года с участием тогдашнего владельца Билла Вика и многочисленных игроков команды (выигравших Мировую серию 1948 года).
- «Высшая лига» - фильм 1989 года, посвященный вымышленной версии команды.
- «Высшая лига 2» - фильм 1994 года, который является продолжение оригинала, вышедшего пятью годами ранее.
- «Looney Tunes» - «Индианс» упоминается в мультфильме 1940 года «Трудности Майлза Стэндиша».
- «Гуфи» - В мультфильме «Калифорнийский Бюст» индеец из Кливленда сидит на пау-вау.
- В фильме 1994 года «Маленькая большая лига» главный герой Билли Хейвуд цитирует слова легенды клуба Боба Лемона: «Бейсбол был создан для детей; взрослые только облажались»[6]. Кроме того, эпизодически появлялись кэтчер Сэнди Аломар-младший. и игрок второй базы Карлос Баэрга[7].